# Seriola lalandi
La ricciola codagialla (Seriola lalandi Valenciennes, 1833) è un pesce pelagico della famiglia Carangidae.

## Etimologia
Il nome scientifico della specie, lalandi, rappresenta un omaggio da parte di Achille Valenciennes all'esploratore francese Pierre Antoine Delalande, che gli procurò gli esemplari utilizzati per la classificazione tassonomica.

## Descrizione

### Dimensioni
I record di dimensioni e peso della ricciola codagialla sono di 250 cm e 96,8 kg: in generale, tuttavia, questi pesci tendono a rimanere da adulti attorno al metro di lunghezza e alla decina di chili di peso.

### Aspetto

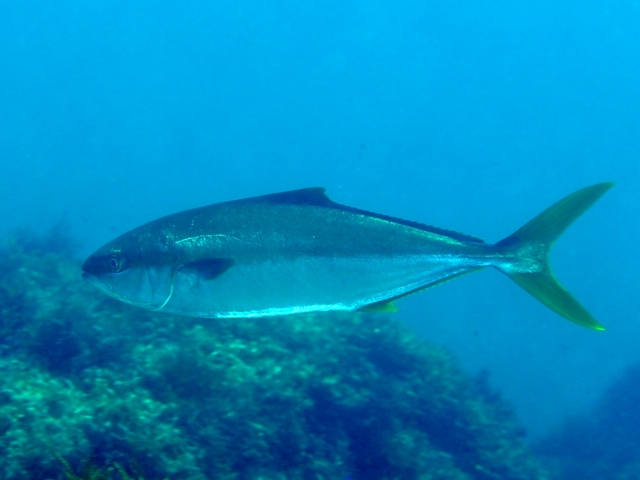
Esemplare nuota in Giappone.

La ricciola codagialla presenta l'aspetto tipico delle ricciole e più in generale dei grandi nuotatori pelagici, con forma robusta ma allungata e idrodinamica, peduncolo caudale sottile e coda profondamente forcuta e omocerca.

Il dorso presenta due pinne dorsali con 5-6 spine rigide e e 33-35 raggi molli, la pinna anale presenta 2-3 raggi rigidi e 20-21 molli: si tratta dell'unico carangide senza scutelli sul peduncolo caudale.
La colorazione è blu-verdastra dorsalmente e bianca ventralmente, con una banda gialla a dividere le due colorazioni che va dall'area nasale alla coda, la quale (come intuibile dal nome comune) è anch'essa gialla.

## Biologia

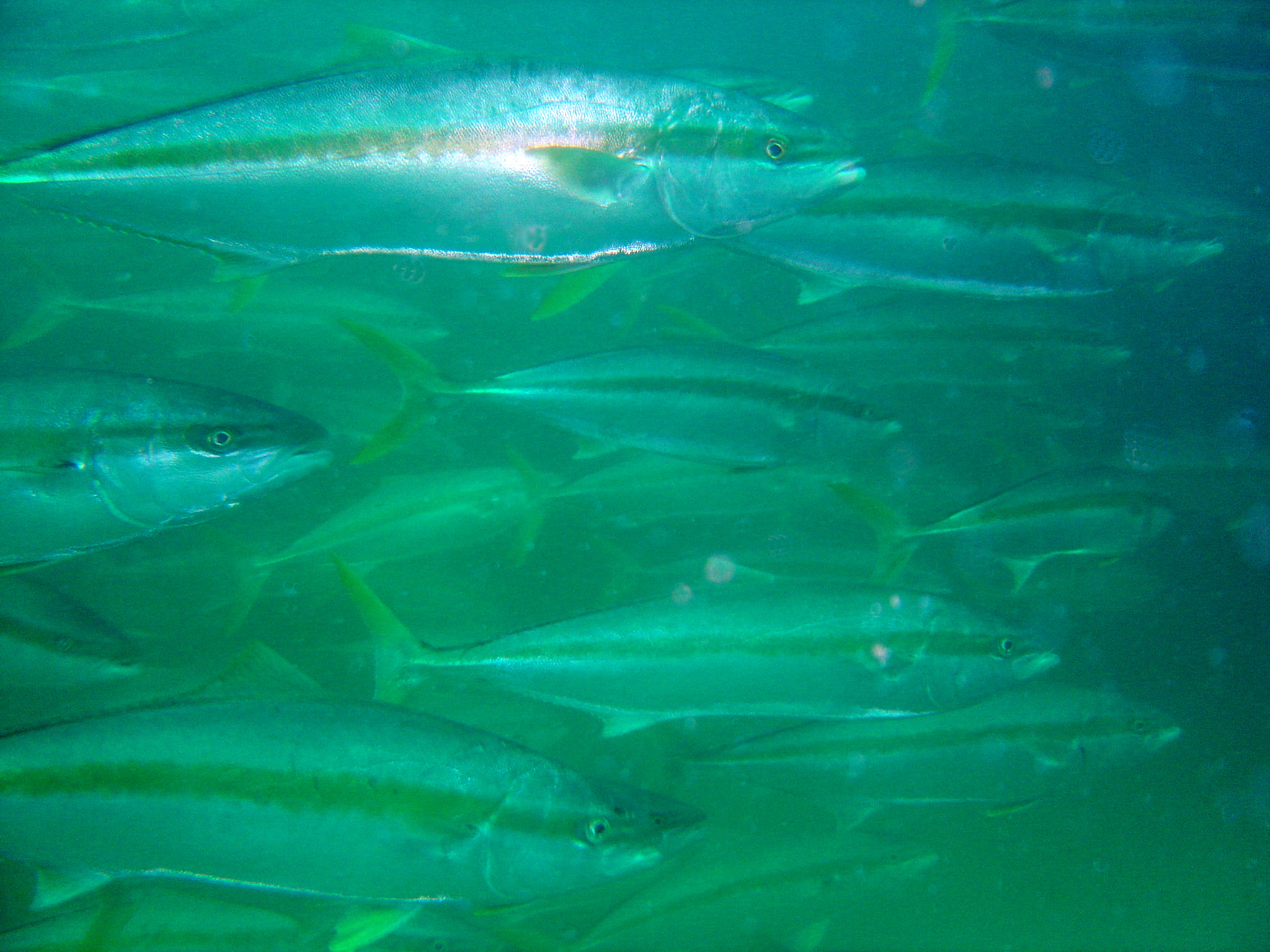
Banco a Simon's Town.

La biologia di questi pesci in natura rimane ancora quasi completamente avvolta nel mistero. Questi pesci sono famosi fra i pescatori per la loro innata curiosità, che li porta ad avvicinarsi alle imbarcazioni o ai corpi galleggianti per poterli ispezionare più da vicino.
Si tratta di pesci moderatamente sociali, che formano gruppetti o (in special modo da giovani) banchi anche di una certa entità, non di rado in associazione con altre specie dalle abitudini di vita similari (come il tonno rosso meridionale e il carango dentice).

### Alimentazione
Si tratta di formidabili predatori, i quali si nutrono in massima parte di organismi pelagici gregari che vengono catturati dopo un veloce inseguimento: fra le prede della ricciola codagialla figurano gamberi, calamari, sgombri, aguglie australi e salmoni australiani. Questi pesci sono inoltre stati osservati mentre predavano uccelli marini.

L'alimentazione avviene principalmente all'alba e al tramonto, quando per l'animale è più facile avvicinarsi inosservato alle prede.
La ricciola codagialla è nota per l'abitudine di seguire le razze durante la loro ricerca di cibo sui fondali sabbiosi poco profondi, avvantaggiandosi della capacità di queste ultime di percepire la presenza di cibo nascosto grazie alle ampolle di Lorenzini.

### Riproduzione
La riproduzione di questi animali in natura rimane ancora quasi del tutto sconosciuta: in cattività, questi pesci cominciano a mostrare comportamento riproduttivo quando la temperatura dell'acqua supera i 19°C.

La maturità sessuale viene raggiunta attorno al mezzo metro di lunghezza, fra i due e i tre anni di vita. Le uova schiudono in circa 56 ore a una temperatura di 21.5°C.
Gli esemplari in età post-larvale , dalla caratteristica livrea a larghe zebrature verticali, frequentano il mare aperto nascondendosi fra il materiale galleggiante trasportato dalle correnti. La livrea adulta viene raggiunta quando l'animale misura circa 30 cm di lunghezza.
La speranza di vita di questi pesci si aggira attorno ai 12 anni.

## Distribuzione e habitat

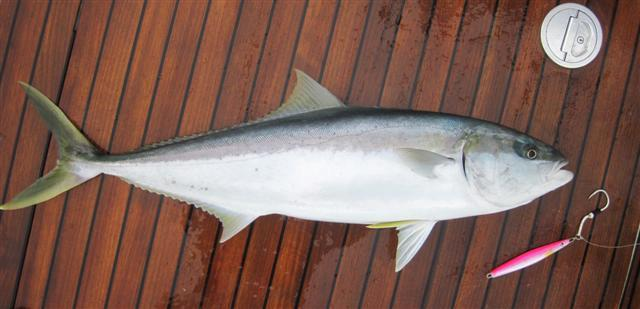
Esemplare pescato a Ubatuba.

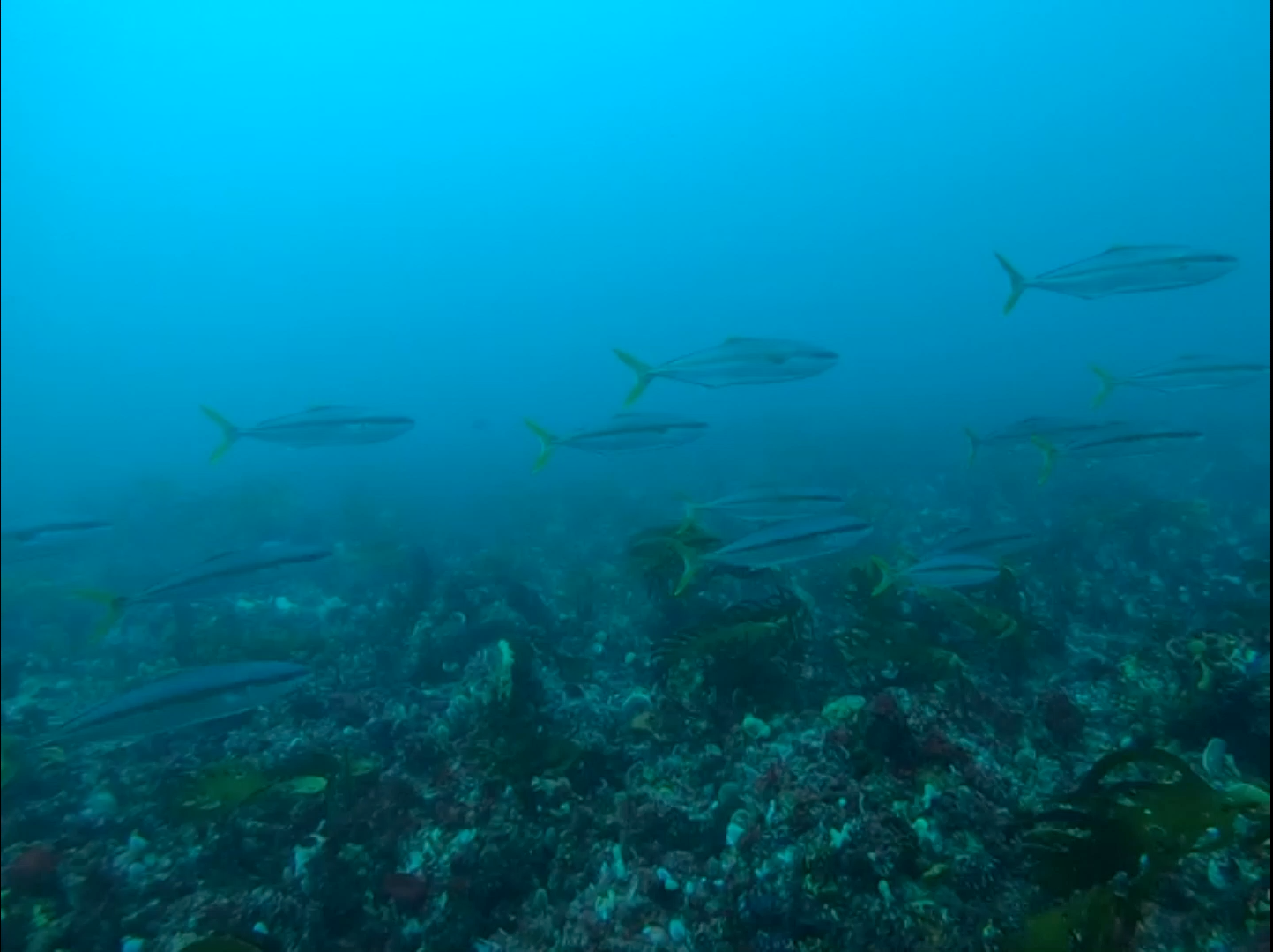
Banco di ricciole codagialla al banco di Agulhas.

Si tratta di pesci ad ampia distribuzione che con una serie di areali disgiunti popolano gran parte delle acque temperate e subtropicali dell'emisfero australe  (Sant'Elena, Africa meridionale, Australia, Nuova Zelanda, isole del Pacifico dalla Nuova Caledonia alle Hawaii all'isola di Pasqua, costa pacifica del Sudamerica) e, con due popolazioni isolate, anche le acque giapponesi e la costa pacifica nordamericana dalla Columbia Britannica a Cabo San Lucas.
La ricciola coda gialla è un grande nuotatore, che predilige le aree di scogli sommersi circondati da ampie aree aperte sabbiose od erbose, in genere al di sotto dei 50 m di profondità (sebbene vengano regolarmente catturati esemplari fino a 300 m di profondità, ed il limite massimo registrato finora è di 824 m).

I giovani fino ai 7 kg di peso tendono a formare banchi che contano centinaia di individui e si mantengono in acque profonde, non di rado sul limitare della piattaforma continentale, mentre gli esemplari più grandi ed anziani vivono da soli o in gruppi di ben più modesta entità e tendono a frequentare aree meno profonde e più isolate.
Questi pesci prediligono acque piuttosto calde (17-24 °C), ma non di rado attraversano o passano periodi di tempo anche lunghi in aree più temperate, spostandosi più in profondità per conservare energia.

Sebbene vi siano solo scarne informazioni riguardo movimenti migratori di questi pesci, esistono dati aneddotici a supporto di un comportamento migratorio della ricciola codagialla: ad esempio, annualmente si registra l'entrata di ricciole di grosse dimensioni nelle acque di Port Augusta alla fine dell'estate australe, evento che in passato veniva amplificato dallo sversamento di acqua calda nel golfo da parte degli impianti di produzione di energia elettrica (che contribuiva a mantenere le temperature localmente alte, mentre quelle circostanti scendevano) ma che è continuato anche dopo la cessazione delle attività di queste ultime. Altrettanto rinomato era l'ingresso stagionale delle ricciole a Port Jackson, evento che è quasi completamente scomparso con l'introduzione delle trappole a partire dagli anni '70 che si stima abbiano eliminato più del 60% della popolazione locale di ricciola codagialla prima di essere messe al bando negli anni '90.

## Tassonomia

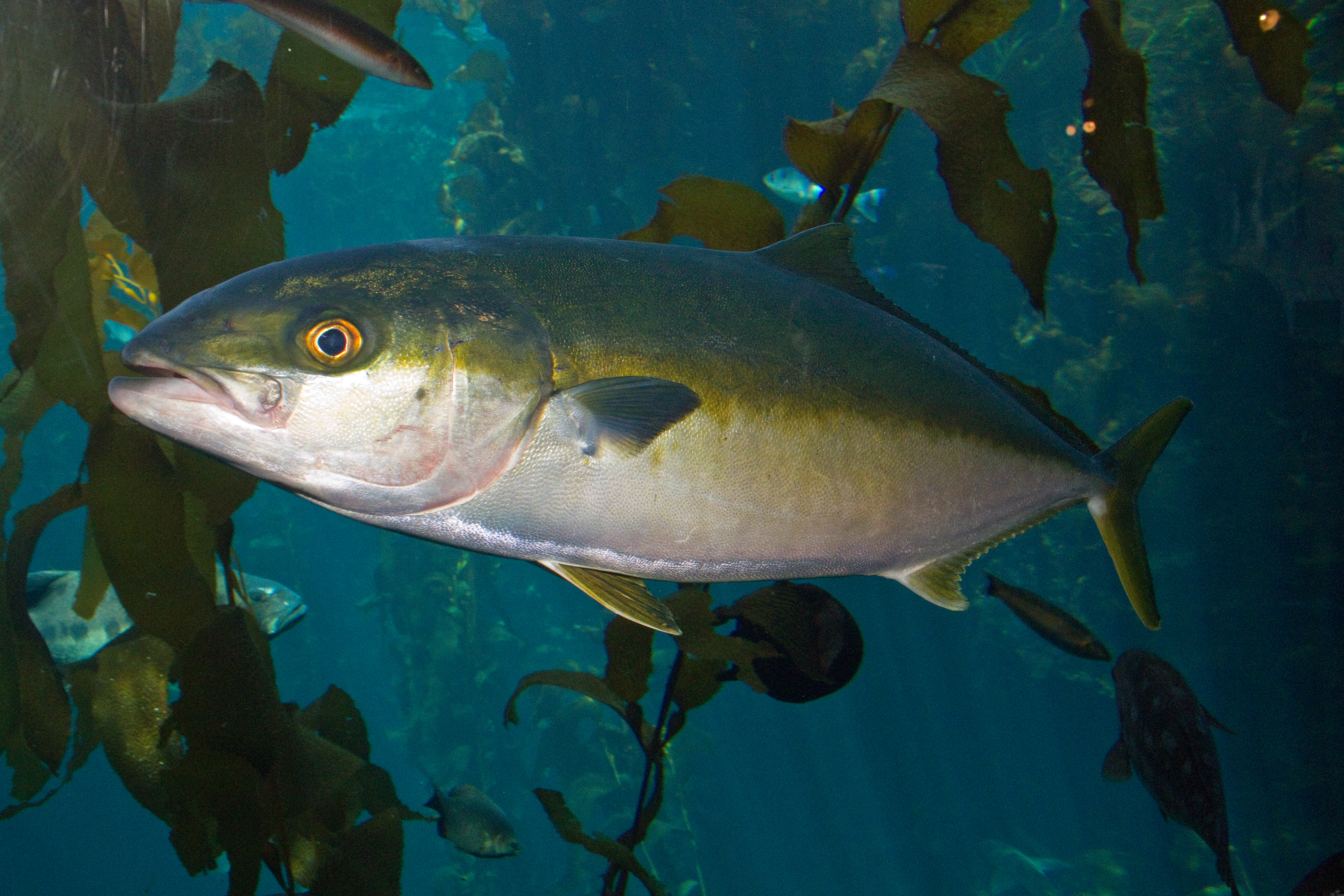
Esemplare californiano nuota nel kelp.

Alune autorità tassonomiche riconoscerebbero le popolazioni dell'emisfero boreale come specie a sé stanti, più precisamente Seriola aureovittata del Pacifico nord-occidentale e Seriola dorsalis del Pacifico nord-orientale.

## Rapporto con l'uomo

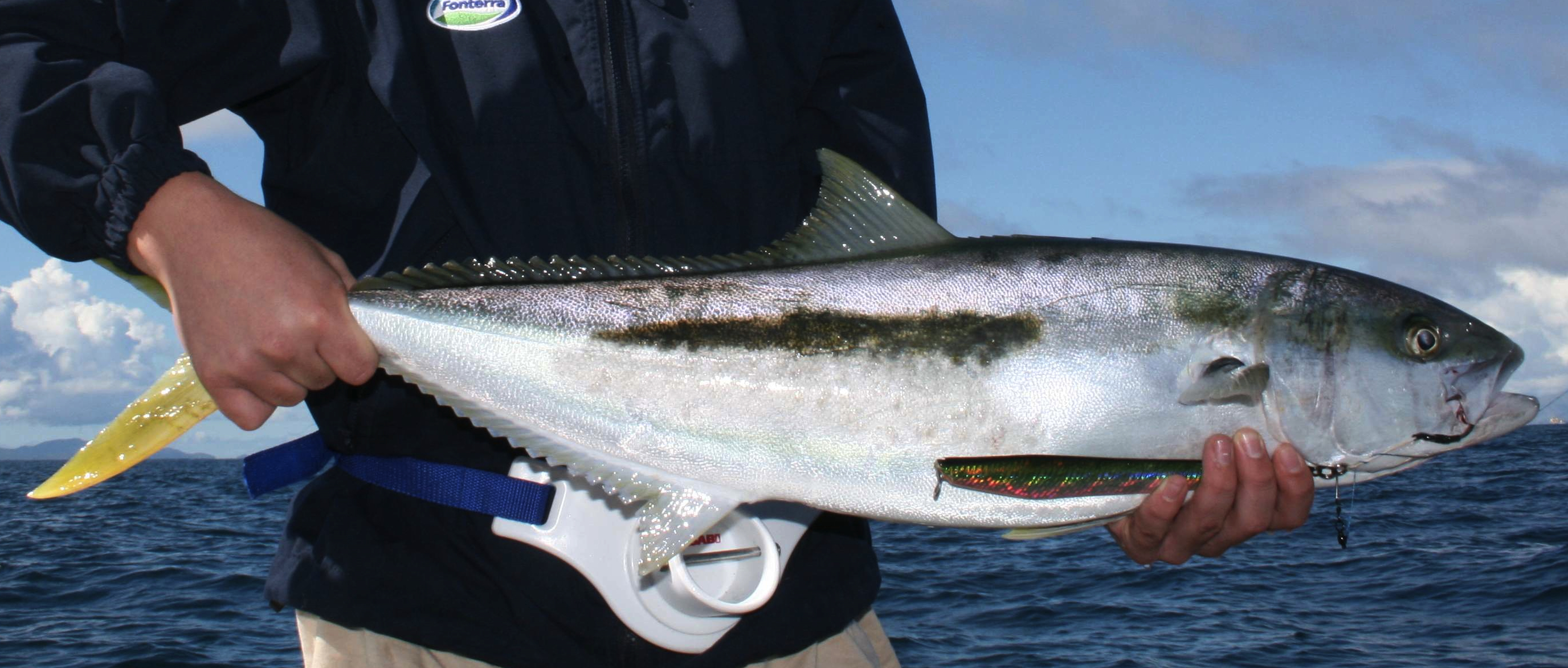
Esemplare pescato nei pressi di Auckland.

La ricciola codagialla rappresenta da sempre una preda ambita dai pescatori nelle aree dove essa è diffusa: in Nuova Zelanda questi pesci rappresentavano una fonte di cibo primaria per i Maori (che li conoscevano col nome di haku), che li catturavano tradizionalmente con ami dall'esca madreperlacea o tramite reti a circuizione. Fra i Maori la ricciola codagialla viene tradizionalmente associata alle qualità di capi e guerrieri, con alcuni iwi che associano questo pesce alla fine della vita: i primi coloni europei non apprezzavano il sapore delle carni di questo pesce, che tuttavia al giorno d'oggi è fra i più pregiati della zona.

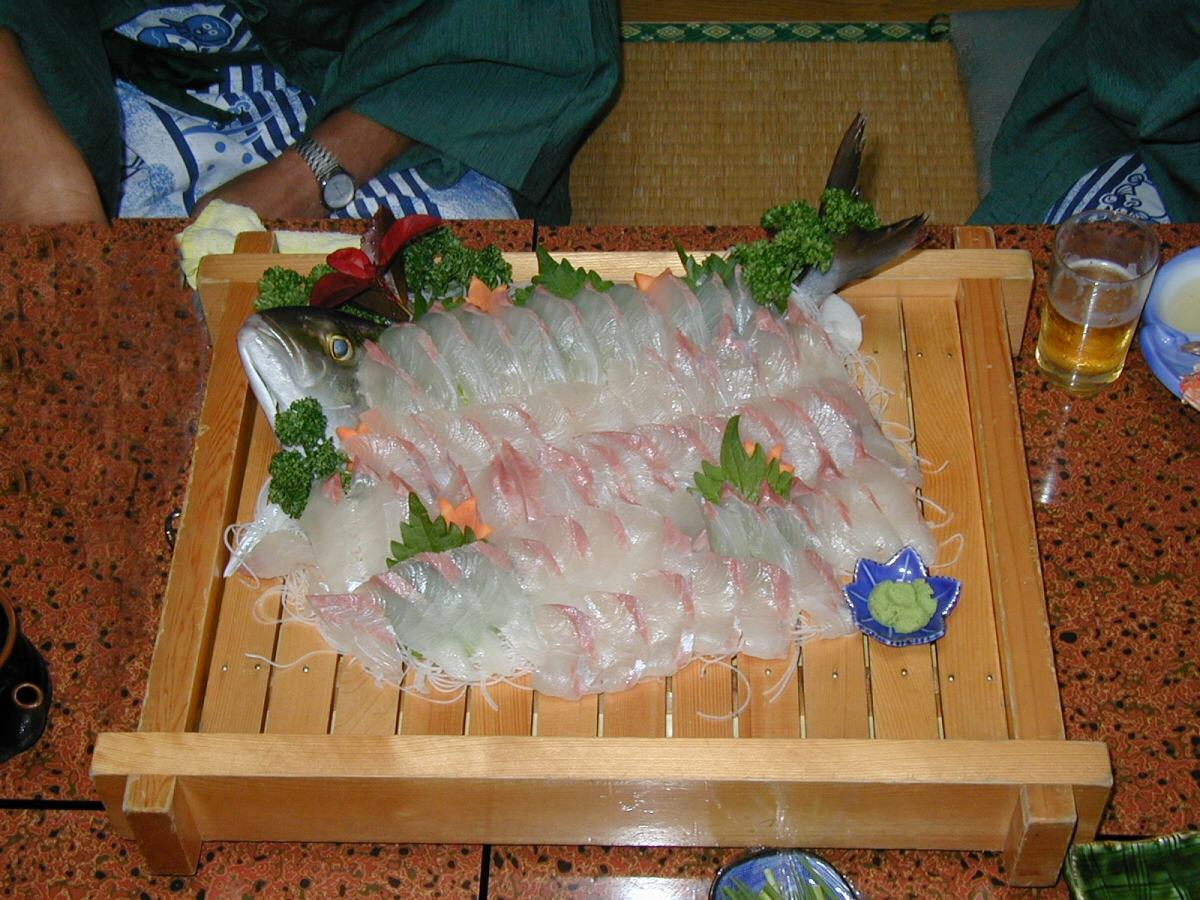
Sashimi di ricciola codagialla a Minamichita.

L'acquacoltura di questi pesci viene praticata dagli anni 2000, con risultati altelenanti: il maggiore produttore di ricciola codagialla d'allevamento si trova nella penisola di Eyre in Australia Meridionale, ed altri tentativi di riproduzione in Australia sono stati fatti in Australia Occidentale (Geraldton e Houtman Abrolhos).

Oltre all'Australia esistono siti per l'allevamento della ricciola codagialla in Nuova Zelanda lungo la penisola di Aupouri, in Cile, nei Paesi Bassi (che starebbe pianificando l'apertura di un impianto nel Maine) e in Germania.
Gran parte della ricciola codagialla in commercio viene venduta sul mercato giapponese.